# افسانه چشمهایت
افسانه چشم‌هایت آلبوم مشترکی از همایون شجریان و علیرضا قربانی با آهنگسازی مهیار علیزاده است که در تاریخ ۱۹ آبان ۱۳۹۸ منتشر شد.
تولید این آلبوم که از آن به‌عنوان «یکی از متفاوت‌ترین پروژه‌های همایون شجریان و علیرضا قربانی» یاد شده، از مرداد ماه ۱۳۹۳ آغاز شده بود و تا زمان انتشارش اظهارات ضد و نقیض و دلایل متعددی برای تأخیر در انتشار آن اعلام شد. در ساخت این آلبوم از سروده‌های نیما یوشیج، احمد شاملو، محمدرضا شفیعی کدکنی، محمدعلی بهمنی و سیمین بهبهانی و علیرضا کلیایی استفاده شده‌است.

## قطعات آلبوم
1. افسانه چشم‌هایت (علیرضا قربانی و همایون شجریان)
2. پریشان خیال (علیرضا قربانی و همایون شجریان)
3. حیرانی (علیرضا قربانی و همایون شجریان)
4. افسوس (علیرضا قربانی)
5. بیخوابی (علیرضا قربانی و همایون شجریان)
6. به تماشای نگاهت (همایون شجریان)
7. درد مشترک ۱ (علیرضا قربانی و همایون شجریان)
8. درد مشترک ۲ (علیرضا قربانی و همایون شجریان)
9. درد مشترک ۳ (علیرضا قربانی و همایون شجریان)
10. بی‌قرار ۲ (علیرضا قربانی و همایون شجریان)
11. درد مشترک ۱ تا ۳ (علیرضا قربانی و همایون شجریان)

## انتقادات و حواشی

### فیلمبرداری آنوس در ایرانمال
- فیلمبرداری بخشی از آنونس و آلبوم در مجتمع تجاری – تفریحی «ایران مال» و تولید و انتشار آن موجب ایجاد حاشیه‌هایی شده و انتقادهای مختلفی از سمت معترضین متوجه این دو خواننده شد.
- همایون شجریان و علیرضا قربانی با انتشار بیانیه ای، این موضوع را تکذیب کرده و به این انتقادات پاسخ گفتند. همایون شجریان در بخشی از پاسخش نوشت: «... کاش تصاویر این اجرا را هم می‌گذاشتید!».[۴]